# ميخائيل شتاينبرغ (محامي)
ميخائيل شتاينبرغ (بالإنجليزية: Michael Steinberg)‏ هو محامي أمريكي، ولد في 6 فبراير 1959.